# پرنسس کاترین یوریوسکایا
پرنسس کاترین الکساندرونا یوریفسکایا (روسی: Екатерина Александровна Юрьевская، ت. «Yekaterina Aleksandrovna Yuryevskaya» 21 September [سبک قدیمی: 9 September] ۱۸۷۸ - ۲۲ دسامبر ۱۹۵۹) دختر تنی الکساندر دوم روسیه از معشوقه‌اش (که بعدها همسر او شد)، پرنسس کاترین دولگوروکووا بود. در سال ۱۸۸۰، او با ازدواج موروثی والدینش مشروع شناخته شد. در خانواده خودش، او را کاتیا می‌نامیدند.
پس از ترور پدرش در سال ۱۸۸۱، مادرش او را در فرانسه بزرگ کرد. او در سال ۱۹۰۱ در آنجا ازدواج کرد و صاحب دو پسر شد، اما در سال ۱۹۱۰ بیوه شد. ازدواج دوم او در طول جنگ جهانی اول در روسیه اتفاق افتاد و او در طول جنگ داخلی روسیه که متعاقب آن رخ داد، سختی‌هایی را متحمل شد. در دهه ۱۹۲۰، او به یک خواننده حرفه‌ای تبدیل شد. در سال ۱۹۳۲، او به بریتانیا نقل مکان کرد و در جزیره هایلینگ در همپشایر اقامت گزید و در سال ۱۹۵۹ در همان‌جا درگذشت.

## اوایل زندگی

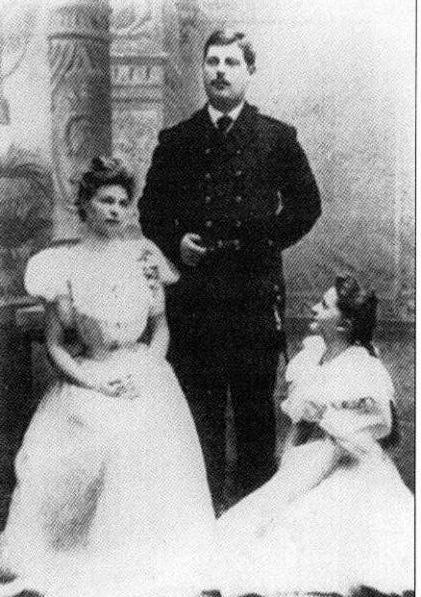
کاترین به همراه برادرش پرنس جورج و خواهرش اولگا

کاترین در ۹ سپتامبر ۱۸۷۸ در سن پترزبورگ، روسیه، متولد شد، در حالی که مادرش هنوز معشوقه تزار الکساندر دوم بود. وقتی کمتر از دو سال داشت، ازدواج ارگانیک والدینش در ۶ ژوئیه ۱۸۸۰ او را مشروع کرد و نام خانوادگی یوریفسکی، عنوان کنیاگینا (شاهزاده خانم) و سبک سوتلوست (والاحضرت آرام) را به دست آورد.
پدرش در مارس ۱۸۸۱، زمانی که او سه ساله بود، ترور شد و پس از آن با مادر، برادرش جورج و خواهرش اولگا زندگی کرد که با هم در فرانسه ساکن شدند.

## فرانسه و روسیه
مادر کاترین خانه‌ای در پاریس و خانه‌های دیگری در ریویرای فرانسه گرفت. در سال ۱۸۹۱، او خانه‌ای در نیس خرید که آن را ویلا ژرژ، در بلوار دوبوشاژ نامید. در فرانسه، خانواده توانستند حدود بیست خدمتکار و یک واگن قطار خصوصی تهیه کنند.
در ۱۸ اکتبر ۱۹۰۱، کاترین در بیاریتز با شاهزاده الکساندر ولادیمیروویچ باریاتینسکی (۱۸۷۰–۱۹۱۰) ازدواج کرد. آنها صاحب دو پسر شدند، آندری (متولد پاریس در ۲ اوت ۱۹۰۲، درگذشت ۱۹۳۱) و الکساندر (متولد پائو، در پیرنه-آتلانتیک، درگذشت ۲۴ مارس ۱۹۰۵، درگذشت ۱۹۹۲). آنها در پلاک ۶، میدان ااتس-یونیس زندگی می‌کردند. باریاتینسکی در سال ۱۹۱۰، در سن سی و نه سالگی درگذشت.
برادر کاترین، جورج، پس از یک بیماری طولانی، در ۱۳ سپتامبر ۱۹۱۳ در ماربورگ، هسن درگذشت و در کلیسای سنت الیزابت، ویسبادن به خاک سپرده شد.
در ۶ اکتبر ۱۹۱۶، در یالتا، کاترین با شاهزاده سرگئی پلاتونوویچ اوبولنسکی (۱۸۹۰–۱۹۷۸)، پسر ژنرال پرنس پلاتون سرگئیویچ اوبولنسکی، ازدواج کرد. در زمان انقلاب ۱۹۱۷، او هنوز در روسیه بود و بعداً گزارش شد که او «در طول انقلاب کیلومترها بدون غذا پیاده‌روی کرده و سختی‌های زیادی را متحمل شده است». همسر جدیدش، اوبولنسکی، در طول جنگ داخلی روسیه در ارتش سفید جنگید.
مادر کاترین در سال ۱۹۲۲ درگذشت و تنها خانه‌اش در نیس، ویلا ژرژ، از او باقی ماند. خانه‌های دیگر خانواده، در پاریس، نویی و بیاریتز، در طول سال‌ها با ضرر فروخته شده بودند. در همان سال، اوبولنسکی کاترین را به خاطر آلیس آستور، دختر جان جیکوب آستور چهارم، ترک کرد. پس از طلاق از او در سال ۱۹۲۳، کاترین به یک خواننده حرفه‌ای تبدیل شد و حدود دویست آهنگ به زبان‌های انگلیسی، فرانسوی، روسی و ایتالیایی خواند. زندگینامه او، کتاب من: چند صفحه از زندگی من، در سال ۱۹۲۴ در لندن منتشر شد.

## انگلستان

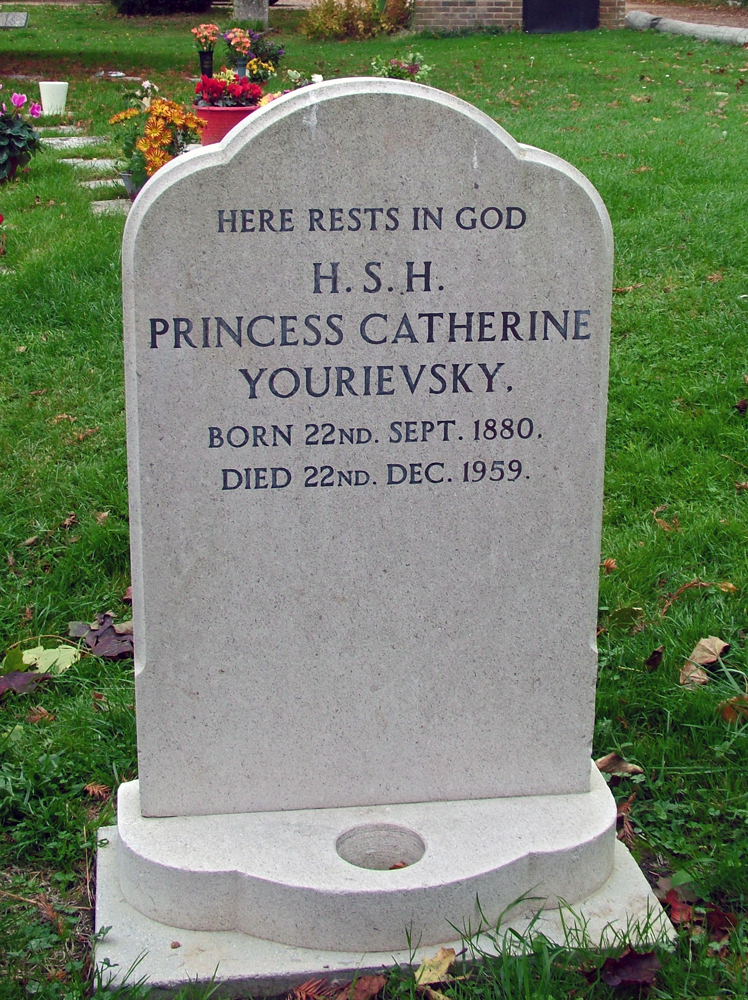
قبر کاترین در حیاط کلیسا کلیسای سنت پیتر، جزیره هایلینگ، با سنگ قبر جدید (۲۰۱۸)، با ارائه تاریخ تولد به سبک جدید

در سال ۱۹۳۲، کاترین خانه‌ای به نام «هیون» در جزیره هایلینگ، همپشایر خریداری کرد که آن را به دلیل آب و هوایش انتخاب کرد، زیرا از آسم رنج می‌برد. در ۲۹ نوامبر ۱۹۳۴، او در کلیسای وست‌مینستر در مراسم عروسی نوه خواهرش ، پرنسس مارینا از یونان و دانمارک، با پرنس جورج، دوک کنت، شرکت کرد.
در ۲۴ اوت ۱۹۳۵، هنری چانون و همسرش برای دیدن کاترین به جزیره هایلینگ رفتند، اما او را پیدا کردند. او در دفتر خاطرات خود اشاره کرد که کاترین در «ویلایی وحشتناک به نام پناهگاه در کوچه سینا زندگی می‌کند؛ دریا در نزدیکی آن است، صلح، فقر و یک پکنی! تنها چیزی که از شکوه رومانوفی او باقی مانده است.»
کاترین سال‌های زیادی با کمک‌هزینه‌ای از ملکه مری، بیوه شاه جورج پنجم، امرار معاش می‌کرد، اما پس از مرگ ملکه در مارس ۱۹۵۳، تقریباً بی‌پول شد و شروع به فروش دارایی‌های خود کرد.
او برای زندگی به خانه سالمندان در جزیره هایلینگ رفت و در ۲۲ دسامبر ۱۹۵۹ در آنجا درگذشت. او آخرین فرزند بازمانده از الکساندر دوم و همچنین آخرین نوه نیکلاس اول بود. او در ۲۹ دسامبر در حیاط کلیسای سنت پیتر، نورثنی، با مراسم تشییع جنازه انگلیکان به خاک سپرده شد. تنها دو عضو خانواده در مراسم تشییع جنازه او شرکت کردند، همسر سابقش سرژ اوبولنسکی و برادرزاده‌اش، شاهزاده الکساندر یوریفسکی (۱۹۰۱–۱۹۸۸)، پسر برادرش جورج. او همچنین پسرش الکساندر و نوه‌اش النا باریاتینسکی (۱۹۲۷–۱۹۸۸) را به یادگار گذاشت که چند ماه قبل از مرگ مادربزرگش ازدواج کرده بود و در فرانسه بود.
در سال ۱۹۶۱، زنی در براملی، یورکشایر، به نام اولگا ماری، ادعا کرد که دختر طبیعی کاترین است، اما اطلاعات بیشتری از او در دست نیست. در سال ۲۰۱۶، جامعه ارتدکس محلی پس از مرمت سنگ قبر او، مراسم یادبود پانی‌خیدا را بر سر مزارش برگزار کرد.